# (5482) Korankei
(5482) Korankei – planetoida z pasa głównego planetoid.

## Odkrycie i nazwa
Odkryli ją Kenzō Suzuki i Takeshi Urata 27 lutego 1990 roku w obserwatorium w Toyota. Nazwa planetoidy pochodzi od Korankei, położonej w środkowej części prefektury Aichi, która słynie z pięknych jesiennych kolorów wytwarzanych przez 4000 klonów. Przed nadaniem nazwy planetoida nosiła oznaczenie tymczasowe 1990 DX.

## Orbita
(5482) Korankei obiega Słońce w średniej odległości 2,52 j.a. w czasie 4 lat.